# Calibre 155 mm

Différents modèles d'obus de 155, avec à gauche des charges propulsives.

Le calibre 155 mm est un calibre d'artillerie standard de l'OTAN qui est utilisé dans de nombreux canons de campagne et obusiers. Il est défini dans l'AOP-29 partie 1 en référence au STANAG 4425.

## Guerre terrestre
Le calibre est né en France après sa défaite lors de la guerre franco-prussienne de 1870-1871. Un comité d'artillerie français s'est réuni le 2 février 1874 pour discuter de nouveaux modèles pour l'artillerie de siège et de forteresse d'un calibre entre 14 et 16 centimètres. Après plusieurs réunions, le 16 avril 1874, le comité décide du calibre de 15,5 cm (dans la lettre-programme ultérieure du comité, datant du 21 avril 1874, le calibre était pour la première fois exprimé en millimètres). Le canon correspondant était le canon De Bange 155 mm.
Depuis le début du XXIe siècle, la plupart des armées de l'OTAN ont adopté le 155 mm comme norme polyvalente. Ce calibre est considéré comme un bon compromis entre portée et puissance, tandis que l'utilisation d'un seul calibre simplifie grandement la logistique. Cela a conduit à l'obsolescence d'armes d'artillerie de plus gros calibre telles que le 175 mm et 203 mm. Certaines armées conservent le 105 mm pour sa légèreté et sa portabilité. L'artillerie russe et celle des anciens pays du bloc de l'Est ont tendance à utiliser le 122 mm, le 130 mm et le 152 mm dans des rôles similaires.
Dans la deuxième partie du XXe siècle, les canons de 155 ont vu leur longueur augmenter : 23 calibres dans les années 1950 et 1960, puis 39 et 45 calibres dans les années 1970 et 1980, et 52 calibres dans les années 1990. Cependant, dès 1917 est apparu le canon de 155 mm GPF plus connu sous sa dénomination « Grande Puissance Filloux » — conçu par le lieutenant-colonel Filloux — avec un fut de 38,2 calibres et un dispositif d'amortissement de recul hydraulique, lequel sera adopté par les États-Unis dès 1918 où il connaîtra plusieurs améliorations jusqu'à l'aboutissement qui était le Long Tom (45 calibres) de la Seconde Guerre mondiale.

## Guerre navale
Depuis la fin de la Seconde Guerre mondiale, le 155 mm n'a trouvé aucune utilisation parmi les forces navales malgré son omniprésence sur terre, la plupart des marines de l'OTAN et alignées utilisant 76 mm, 100 mm, 114 mm ou 127mm sur les navires de guerre modernes. À un moment donné, le ministère britannique de la Défense a étudié la « mise à niveau » des canons navals Mark 8 de 4,5 pouces de la Royal Navy pour augmenter la puissance de feu et avoir un calibre commun entre la Royal Navy et la British Army. Cependant, bien qu'il semble superficiellement inférieur sur la base d'une simple comparaison des diamètres ronds, lors du tir de munitions conventionnelles, le plus petit canon naval Mark 8 de 4,5 pouces est comparable au 155 mm standard canon-obusier de l'armée britannique. L'obus standard d'un canon naval Mark 8 de 4,5 pouces a la même portée, sinon meilleure. Ce n'est qu'en utilisant des projectiles assistés par fusée (RAP) que la plupart des canons de 155 mm ont une portée comparable à celle du canon naval Mark 8 de 4,5 pouces et, ce faisant, il y a une réduction de la charge utile. En effet, les canons navals peuvent être construits beaucoup plus solidement que les canons-obusiers automoteurs terrestres et ont des canons beaucoup plus longs par rapport au calibre (par exemple, le canon naval Mark 8 de 4,5 pouces a une longueur de canon de 55 calibres, tandis que le canon automoteur standard AS-90 a une longueur de canon de 39 calibres). Cela permet aux canons navals de tirer des obus plus lourds par rapport au diamètre de l'obus et d'utiliser des charges propulsives plus importantes par rapport au poids de l'obus, ce qui entraîne des vitesses de projectiles plus élevées. De plus, même sans refroidissement actif, les canons des canons navals plus lourds permettent une cadence de tir soutenue plus rapide que les canons de campagne, et cela est exploité avec un système de chargement automatique d'une capacité de plusieurs centaines de coups. Le 155 mm est meilleur que le canon naval Mark 8 de 4,5 pouces pour tirer des projectiles guidés lancés par canon (CLGP) car la vitesse inférieure du 155 mm permet aux systèmes de guidage électroniques internes des projectiles de survivre beaucoup plus facilement au tir.
Alors que l'US Navy's Advanced Gun System (AGS) est également de calibre 155 mm, il n'est pas compatible avec le standard OTAN. Cependant, un seul type de munitions a été développé et l'approvisionnement a été interrompu en 2016 en raison de son coût élevé, rendant l'AGS inutilisable.

## Arme nucléaire tactique

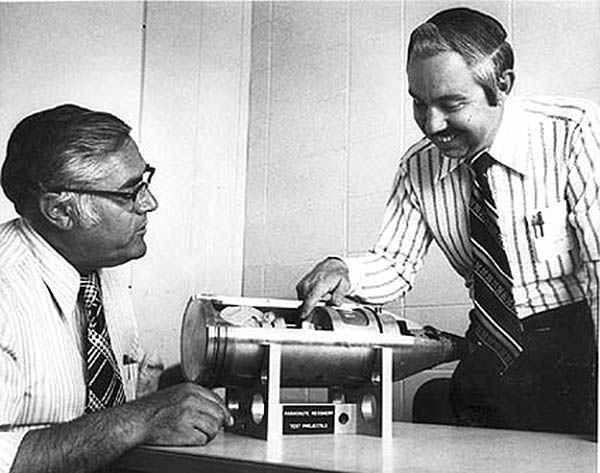
Maquette d'un obus atomique W48.

Le calibre 155 mm permet de tirer des obus atomiques.

## Canons de 155 mm
- GC-45 ( Canada)
- PLZ-45 (en)( Chine)
- PLZ-05 ( Chine)
- PCL-181 (en) ( Chine)
- 155 GHz 52 APU (d) ( Finlande)
- Canon de 155 mm GPF ( France - retiré du service)
- L131 ( Royaume-Uni)
- Canon de 155 C modèle 1915 Saint-Chamond ( France - retiré du service)
- Canon de 155 C modèle 1917 Schneider ( France - retiré du service)
- Obusier de 155 mm modèle 1950 ( France - retiré du service)
- TRF1 ( France)
- PzH2000 ( Allemagne)
- FH70 ( Allemagne / Royaume-Uni / Italie)
- Dhanouche ( Inde)
- Système avancé de canon d'artillerie remorqué DRDO (ATAGS) ( Inde)
- ATMOS 2000 ( Israël)
- Soltam M-68 ( Israël - retiré du service)
- Soltam M-71 (en) ( Israël)
- Type 75 (en) ( Japon)
- Type 99 (en) ( Japon)
- 2S19M1-155 ( Russie)
- Nora B-52 ( Serbie)
- G5 ( Afrique du Sud)
- G6 Rhino ( Afrique du Sud)
- Bandkanon 1 ( Suède - retiré du service)
- T-155 Firtina ( Turquie)
- M777 ( Royaume-Uni)
- M1/M2 155 mm Long Tom ( États-Unis - retiré du service)
- M12 ( États-Unis - retiré du service)
- M41 ( États-Unis - retiré du service)
- M44 ( États-Unis - retiré du service)
- M53 ( États-Unis)
- M109 ( États-Unis)
- M114 ( États-Unis)
- M198 ( États-Unis)
- XM1203 ( États-Unis - jamais mis en service)
- XM2001 ( États-Unis - jamais mis en service)

Compatible avec les projectiles de l'OTAN
- CAESAR ( France)
- GCT ( France)
- Palmaire (en) ( Italie)
- AHS Krab ( Pologne)
- FH-88 (en) ( Singapour - retiré du service)
- FH-2000 (en) ( Singapour)
- SLWH Pégase ( Singapour)
- SSPH Primus ( Singapour)
- SpGH Zuzana (en) ( Slovaquie)
- KH179 ( Corée du Sud)
- K9 tonnerre ( Corée du Sud)
- Santa Bárbara Sistemas 155/52 ( Espagne)
- Archer ( Suède)
- FH77B ( Suède)
- Obusier Panter ( Turquie)
- 2S22 Bohdana ( Ukraine)
- AS90 ( Royaume-Uni)

Incompatible avec les projectiles de l'OTAN
- Système de canon avancé (AGS) ( États-Unis) - aucune munition disponible
- FH77 A ( Suède)
- HM-41 (en) ( Iran)
- Raad-2 (en) ( Iran)

## Canons navals de 155 mm
- Canon de 155 mm Modèle 1920 ( France)
- Canon naval de 15,5 cm/60 de type 3e année ( Japon)
- Adva ( États-Unis - en service mais sans munitions disponibles ; non compatible OTAN)
- Mark 8 ( Royaume-Uni - proposé mais jamais produit, compatible OTAN)

## Obus de 155 mm
Lexique :
- WP : Phosphore blanc
- HE-Frag : Hautement explosif à fragmentation
- HD : (en anglais : Distilled sulfur mustard (moutarde au soufre distillée en français) gaz moutarde
- CLGP : (en anglais :Cannon-launched guided projectiles (projectiles guidés lancés par canon en français)

| Désignation    | Type                        | Poids total   | Quantité d'explosif    | Vélocité | Remarques                                                       |
| -------------- | --------------------------- | ------------- | ---------------------- | -------- | --------------------------------------------------------------- |
| M107           | HE-FRAG                     | 43,2 kg       | 6,72 kg TNT            | 690 m/s  | Obus le plus commun du calibre 155 mm                           |
| L15A1          | HE-FRAG                     | 43,5 kg       | 11,3 kg TNT            | N/C      | D'origine britannique                                           |
| LU 214         | WP                          | 43,2 kg       | 8,4 kg WP              | 939 m/s  | Incendiaire                                                     |
| M864           | Sous-munitions              | 46,3 kg       | 48 x 33 g 24 x 30-40 g | N/C      | 48 x M42; 24 x M46,                                             |
| SMArt 155      | Sous-munitions intelligente | 47,3 kg       | 4,2 kg TNT             | N/C      | 2 sous munitions intelligente                                   |
| Bonus          | Sous-munitions intelligente | 44,6 kg       | 6,5 kg N/C             | N/C      | 2 sous munitions intelligente                                   |
| M982 Excalibur | CLGP                        | 48 kg         | 5,4 kg PBX             | N/C      | 2 sous munitions anti chars ou 85 sous munitions antipersonnel. |
| M104 (en)      | Chimique WP                 | 43 kg 44,8 kg | 5,3 kg HD 7,1 kg WP    | N/C      | ,                                                               |

## Sources et références
1. ↑  Stéphane Ferrard, « Canons et obusiers : quels calibres ? », sur areion24.news, décembre 2011.
2. ↑  LaGrone, « No New Round Planned For Zumwalt Destroyer Gun System; Navy Monitoring Industry », USNI News, U.S. Naval Institute, 11 janvier 2018 (consulté le 2 mars 2018)
3. ↑  (en) « CAT-UXO - 155mm m107 projectile », sur cat-uxo.com (consulté le 7 octobre 2024)
4. 1 2  (en) « Ammunition CATALOGUE NEXTER  2022/2023 » , sur knds
5. ↑  (en) « CAT-UXO - 155mm m864 projectile », sur cat-uxo.com (consulté le 7 octobre 2024)
6. ↑  « Subs KB-1 M42 », sur nolandmines.com (consulté le 7 octobre 2024)
7. ↑  (en-US) « 155mm SMArt 155 », sur General Dynamics Ordnance and Tactical Systems (consulté le 8 octobre 2024)
8. ↑  « BONUS », sur KNDS
9. ↑  (en) « CAT-UXO - 155mm m982 projectile », sur cat-uxo.com (consulté le 4 novembre 2024)
10. ↑  « Projectile, 155mm Chemical, M104 », sur www.bulletpicker.com (consulté le 8 octobre 2024)
11. ↑  (en) « CAT-UXO - 155mm m104 projectile », sur cat-uxo.com (consulté le 8 octobre 2024)